# Chaetoderma canadense
Chaetoderma canadense är en blötdjursart som beskrevs av Hugo Frederik Nierstrasz 1902. Chaetoderma canadense ingår i släktet Chaetoderma och familjen Chaetodermatidae. Inga underarter finns listade i Catalogue of Life.